# كمالية (فلسفة)

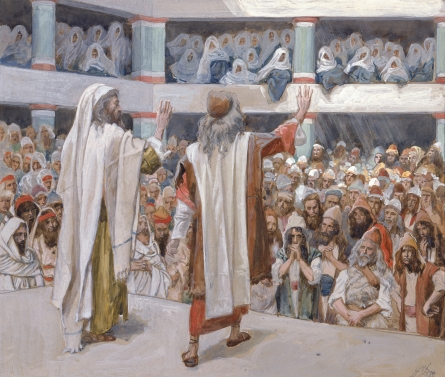

في الأخلاقيات ونظرية القيمة، الكمالية هي استمرار الإرادة للوصول إلى الوجود الروحاني والعقلي والجسدي والمادي الأمثل. ويصف العالم المتخصص في فلسفة أرسطو الحديثة توماس هوركا الكمالية قائلاً:
تبدأ هذه النظرية الأخلاقية من الاهتمام بالحياة الجيدة، أو الحياة المرغوبة في حد ذاتها. وتصور هذه الحياة بطريقة مميزة. وتذكر أن هناك صفات معينة تشكل الطبيعة البشرية أو محددة للإنسانية-أي تجعل البشر آدميين. وتضيف أن الحياة الجيدة تعمل على تطوير هذه الصفات بدرجة عالية أو تسليط الضوء على ما هو أساسي ومحوري للطبيعة البشرية. وربما تختلف الأشكال المتباينة لهذه النظرية حول ماهية الصفات ذات الصلة، وهكذا تختلف حول محتوى الحياة الجيدة. ولكنها تتشارك في الفكرة الأساسية المتمثلة في أن الأمر الجيد في النهاية هو تطوير الطبيعة البشرية.
الساع للكمال لا يعتقد بالضرورة أنه بإمكانه الحصول على حياة أو حالة معيشية مثالية. ولكنه يواظب على المثابرة الراسخة في محاولة الوصول إلى أفضل حياة أو حالة معيشية ممكنة.

## معلومات تاريخية
الكمالية، كنظرية أخلاقية، لها تاريخ طويل وتناولها فلاسفة مؤثرون. وقد ذكر أرسطو مفهومه عن الحياة الجيدة (eudaimonia). وعلّم طلابه أن السياسة والهياكل السياسية ينبغي أن تروج للحياة الجيدة بين الأفراد؛ حيث إن المواطنة هي أفضل ما يمكنه الترويج للحياة الجيدة، وينبغي اتباعها عن أي شكل آخر من أشكال التنظيم الاجتماعي. وقد كتب فريدريك نيتشه عن وصول المرء إلى الكمال بممارسة إرادة القوة.
طوّر الفيلسوف ستانلي كافيل فكرة الكمالية الأخلاقية مثل فكرة وجود الذات التعجيزية ولكن المدركة التي ينبغي على المرء الكفاح لبلوغها. ويعتقد الكماليون الأخلاقيون أن الأسئلة القديمة، مثل «هل أعيش كما يفترض بي أن أعيش؟» تتسبب في حدوث كل التغيير في العالم ويصفون الالتزام الذي ينبغي أن نتحلى به بطرق تبدو متطلبة بشكل مستحيل، ولكنها ليست كذلك. ونفعل ذلك لأنه يمكن فقط من خلال الاحتفاظ بهذه النظرة «المستحيلة» في الذهن أن يناضل المرء من أجل الوصول إلى «الذات التعجيزية ولكن المدركة».
يستخدم ستانلي كافيل كل من رالف والدو إمرسون وفريدريك نيتشه وجون ستيوارت ميل كأمثلة على وجهة النظر هذه ويستكشف أنواعًا منها لدى روسو وكانت كذلك. وقد أيد هيلاري بوتنام هذه الفكرة أيضًا وأسندها إلى مارتن بوير وإيمانويل ليفيناس وفرانز روزنزويج.

## الكمالية والسعادة
تعني الكمالية أكثر من-أو شيئًا مختلفًا عن-السعادة أو السرور، وهي تختلف عن النفعية بكافة أشكالها. وربما لا ينجح المجتمع المكرس لتطبيق مبادئ الكماليين في إفراز مواطنين سعداء، فهو بعيد عن ذلك. وقد تعامل كانت مع هذا النوع من المجتمعات باعتباره الأبوية الحكومية، والتي أنكرها لصالح الحالة «الوطنية» (الدولة ليست سلطة أبوية، ولكنها حكومة وطنية). وبينما يعد الفرد مسؤولاً عن عيش حياة مستقيمة، ينبغي أن يقتصر دور الدولة على وضع تشريعات التعايش بين البشر.
كتب ألفريد ناكويت في هذا الشأن قائلاً:

إن الدور الحقيقي للبقاء الجماعي هو التعلم والاستكشاف والمعرفة. ويمكن وصف الأكل والشرب والنوم والحياة في كلمة واحدة، ألا وهي أنها مجرد كماليات. وفي هذا الشأن، فإننا لا نختلف عن الحيوانات. المعرفة هي الهدف. وإذا كنت مجبرًا على الاختيار بين أن أكون إنسانًا سعيدًا ماديًا ومتخمًا على طريقة قطيع من الماشية في حقل، وبين أن أكون إنسانًا يعيش في بؤس، ولكن منه تنبعث الحقيقة الخالدة من هنا وهناك، فإنني سأختار الحالة الثانية.

لا توجد معايير عامة للكمال. يختار الأفراد والثقافات تلك القيم التي تمثل لهم نموذج الكمال. على سبيل المثال، قد يرى أحد الأشخاص التعليم على أنه كمال جوهري، بينما بالنسبة لآخر فالجمال هو المثال الأعلى.

## الكمالية وحركة ما بعد الإنسانية
يجادل الفيلسوف مارك آلان ووكر بأن الكمالية العقلانية هي، أو ينبغي أن تكون، الأساس الأخلاقي وراء ما بعد الإنسانية.

## وصلات خارجية
- A study on Cavell's perfectionism نسخة محفوظة 28 يوليو 2011 على موقع واي باك مشين. (بالفرنسية)